# پارک جونگ وو
پارک جونگ وو (کره‌ای: 박정우؛ زادهٔ ۱۹ ژانویه ۱۹۹۶) بازیگر اهل کره جنوبی است.

## فیلم‌شناسی

### فیلم
| سال  | عنوان          | نقش          | توضیحات      | منابع |
| ---- | -------------- | ------------ | ------------ | ----- |
| ۲۰۱۹ | شب بهاری       | دو جون       | فیلم کوتاه   |       |
| ۲۰۲۲ | دختر قرن بیستم | بک هیون جین  | فیلم نتفلیکس |       |
| ٢٠٢٣ | شهروند شجاع    | گو جین هیونگ |              | [ ۲ ] |

### مجموعه تلویزیونی
| سال  | عنوان               | نقش                        | منابع |
| ---- | ------------------- | -------------------------- | ----- |
| ۲۰۲۰ | پلی‌لیست بیمارستان   | جانگ گا ئول (حضور افتخاری) | [ ۳ ] |
| ۲۰۲۱ | تیم بولداگ          | مین ده جین                 | [ ۴ ] |
| ۲۰۲۱ | پلی‌لیست بیمارستان ۲ | جانگ گا ئول (حضور افتخاری) | [ ۵ ] |
| ۲۰۲۱ | پرواز پروانه‌ها      | مو یول                     | [ ۶ ] |

### مجموعه اینترنتی
| سال       | عنوان       | نقش        | منابع |
| --------- | ----------- | ---------- | ----- |
| ۲۰۱۷–۲۰۱۹ | لاو پلی‌لیست | کانگ یون   |       |
| ۲۰۲۱      | دی.پی.      | شین وو سوک | [ ۷ ] |